# Copidoplana paradoxa
Copidoplana paradoxa is een platworm (Platyhelminthes). De worm is tweeslachtig. De soort leeft in het zoute water.
Het geslacht Copidoplana, waarin de platworm wordt geplaatst, wordt tot de familie Notocirridae gerekend. De wetenschappelijke naam van de soort werd voor het eerst geldig gepubliceerd in 1913 door Bock.